# 斯壯羅山
斯壯羅山（以前稱斯特羅姆山，Mount Strom，是位於澳大利亞的澳大利亞首都領地的一座山，海拔為770（2,530英尺）。）。這座山最著名的是斯壯羅山天文台的所在地。該山構成科特河集水區的一部分，而科特河又是ACT部分地區的主要供水源。

## 地質學
斯壯羅山上的岩石由萊德勞火山的熔結凝灰岩組成。該火山噴發於上志留紀，位於迪肯 火山流紋英安岩頂部，在東部和東南側較低斜坡的表面可見。北部較低的斜坡上覆蓋著鈣質頁岩，它在同一時間沉積時包含在萊德勞火山中。它在西北側被溫斯萊德斷層切斷，該斷層向東北方向延伸至Cook和卡琳。一條支線斷層從溫斯萊德斷層向東延伸至斯克裡夫納大壩下方。在這些斷層的西北和北側是沃克火山噴發的志留紀中期的流紋英安岩火山沉積物，北側比南側隆起。
「斯壯羅」這個名字取自奧西安的。

### 地形
斯通尼溪及其支流排入山的北側，東側匯入莫朗洛河。南側供應流入馬蘭比吉河的Blugar溪。
望遠鏡所在的山頂沿南北方向延伸，水處理廠所在的西南部有一條支線。

## 天文台歷史
斯壯羅山上的第一架望遠鏡是於1911年9月8日安裝的奧迪望遠鏡。這座望遠鏡所在的建築是聯邦政府在坎培拉資助的第一座建築。1913年1月，第一部電話接入了昆貝岩電話交換機。
斯壯羅山在2003年被坎培拉山火摧毀。大火由覆蓋在山上的松樹種植園引發，摧毀或嚴重損壞了天文台和水處理廠的大部分。
道路通過南側的科特路通過山的南側，烏利亞路經過東側和北側。通過一條連接科特路的公路可以到達山頂。

## 山地自行車
斯壯羅山是澳大利亞最好、設備最齊全的山地自行車設施之一。在2003年山火之前，斯壯羅山擁有澳大利亞一些最好、最古老的山地自行車道。2006年5月，世界越野跑與坎培拉越野自行車手山地自行車俱樂部和ACT政府合作，開始了大規模的補救工作和步道重建。斯壯羅森林公園現在包括超過35（22英里）的越野單行道、一個四交叉球場、幾個觀察到的試驗區和一條下坡道。
斯壯羅山舉辦了2009年世界登山自由車錦標賽，吸引了來自40多個國家的30,000多名遊客。這項賽事有750多名世界頂級車手參加，他們參加了越野賽、下坡賽、四越野賽和觀察賽四個山地自行車項目的比賽。
除了山地自行車設施外，斯壯羅山還擁有一個帶辦公空間和更衣室的活動亭、一個咖啡館和自行車店、一輛山地車重力騎手穿梭巴士、一個兒童遊樂區、BBQ、一個公路自行車標準賽道、一條修剪過的草地越野跑道和馬術小徑。

## 外部連結
- Stromlo Forest Park website （页面存档备份，存于）
- Stromlo MTB Shuttle Bus website （页面存档备份，存于）